# Castel d'Aiano
Castel d'Aiano (en dialecte bolonyès: Castèl d'Ajàn) és un comune (municipi) de la Ciutat metropolitana de Bolonya (antiga província de Bolonya), a la regió italiana d'Emília-Romanya, situat uns 35 km al sud-oest de Bolonya.
L'1 de gener de 2018 tenia 1.865 habitants.
Castel d'Aiano limita amb els municipis de Gaggio Montano, Montese, Vergato i Zocca.